# 그뤼네스반트

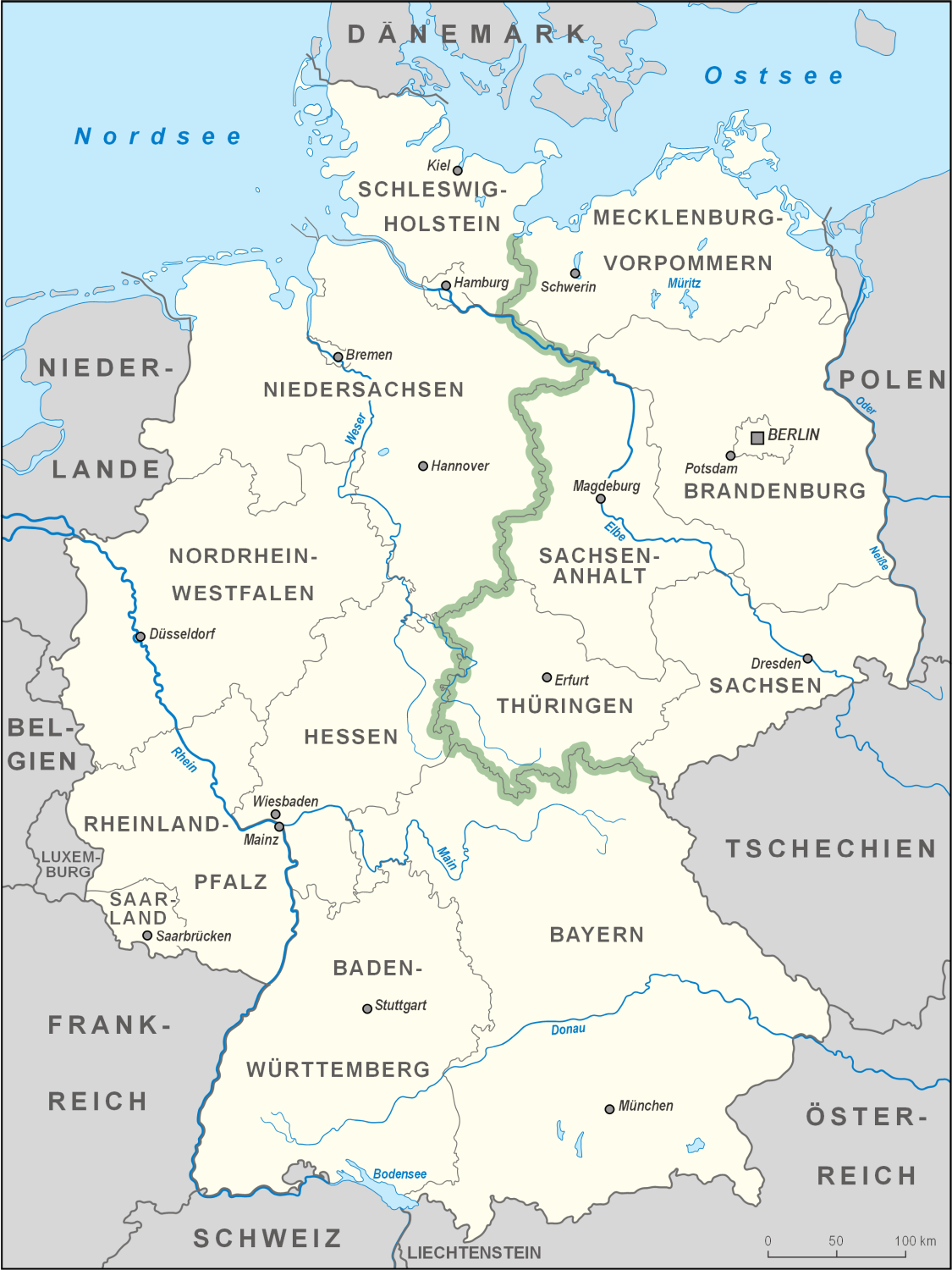
독일의 그뤼네스반트

그뤼네스반트(독일어: Grünes Band)는 동독과 서독의 경계가 되던 곳이 자연 그대로 보존이 되어 있는 곳을 말한다.

## 개요
그뤼네스반트는 독일어로 ‘녹색 띠’라는 의미이다. 영어권에서는 단어 그대로 번역하여 그린벨트(영어: Green Belt))로 불리고 있다. 그러나 도시 주변 녹지공간을 보존하기 위해 법적으로 개발이 제한되는 ‘그린벨트(개발제한구역)’와 연관성은 없다. 국내에서 그린벨트는 개발제한구역의 의미로 이미 널리 쓰이고 있어 독일어 명칭 그대로 부르는 것이 좋을 것 같다. 독일어로 그린벨트에 해당하는 용어는 ‘Grüngürtel’이다.
그뤼네스반트는 독일에서 가장 큰 환경단체 중 하나인 분트(영어: BUND,독일어: Bund für Umwelt und Naturschutz Deutschland)의 프로젝트 중 하나이다. 한때 동과 서로 나누던 870 마일의 장벽과 감시 타워가 있던 이 구역에서 분트의 프로젝트는 1989년에 시작됐다. 오늘날 이곳은 억압의 기념물에서 부활의 상징으로 탈피해 세계에서 가장 특별한 자연보호구역이 되었다.
수십 년간 독일의 과거 국경 지역은 접근하기 어려운 지역이었다. 이곳은 독일 분단 역사의 독특한 산물인데, 분단선이 그어져 있었기에 수십 년간 자연은 방해 받지 않고 번성할 수 있었다. 이 지역은 너무 단절되어 사람들 손이 닿지 않은 분단선 외에 주변 땅 또한 자연이 번성했다. 독일연방 정부 그리고 환경 보존 협회는 이 그뤼네스반트를 지키고 인간과 자연에게 귀중한 거주지로 발전을 위해 노력하고 있으며, 한때 독일을 나누던 이곳은 오늘날 독일 통일의 상징이 되고 있다.

## 역사

### 철의 장막 시기
1945년 7월 1일에 처음 만들어진 ‘철의 장막’은 서쪽지역과 구 소비에트 연방의 독일 점령지 사이의 경계선이 되었다. 특히 동쪽 부분은 각종 지뢰, 철조망, 감시타워, 자동발사장치 등이 동원되어 강력하게 무장된 국경지역이었다. 이곳은 수만 명의 서독, 영국, 미국 군인들과 마주한 대략 50,000여명의 동독군인들에 의해 지켜졌다.
베를린 장벽은 제일 유명하고 악명 높은, 철의 장막과 냉전의 상징이었다. 베를린 장벽은 1961년 8월 13일 동독에 의해 만들어졌다. 이 장벽은 1961년부터 89년까지 베를린을 서베를린과 동베를린으로 나눴고 서부지역을 동독으로부터 1989년 11월까지 완전하게 단절시켰다. 이 벽은 제2차 세계 대전 동안 동독과 동쪽 사회주의 국가연합들로부터의 거대한 이민과 망명을 막는 감시타워의 역할을 했다.
처음부터 서독과 연합국들은 동독의 국가정통성을 부인했다. 서독은 동독과의 분리자체를 단지 소련연합의 확대로 봤으며 독일 역사와 문화를 계승하지 못했다고 보았다. 동독의 정부는 동독만을 정당한 나라로 규정했으며 서독을 부정하는 태도를 취했다. 독일 내부 국경의 동독 부근은 서독보다 훨씬 더 복잡한 시스템의 요새와 국경 통제를 구축했는데 그 길이는 1,381km까지 뻗어있었으며 50~200m의 폭을 지녔었고 '철의 장막'의 전체에 해당하는 발틱 해 에서부터 체코슬로바키아까지 뻗어있었으며 북극에서부터 흑해까지 걸쳐있다.
동에서 서까지 국경을 따라가면 가장 먼저 마주치는 곳은 '제한구역(독일어: Sperrzone)'이다. 이 구역은 2km 폭의 영역이었으며 국경과 유사하게 운영되어 허가증과 검문소를 통해 접근이 매우 제한되었다. 이 구역의 뒤쪽은 시그널 펜스(영어: Signal fence), 독일어: Signalzuan)라 불렸으며 1185km의 길이와 2미이의다. 이곳은 낮은 전압의 가시 돋친 철조망 가닥이 늘어서 있었는데 철조망이 잘라지거나 접촉이 감지되었을 경우 경보가 울렸다. 이 울타리 뒤는 엄중하게 경비된 프로텍티브 스트립(영어: protective strip, 독일어: Schutzstreifen)'가 있었다. 실제 동독의 국경과 인접한 곳이었던 이 구역은 국경의 전체에 일정한 간격으로 700개 가까이 세워진 커다란 감시타워에 의해 감시되었다. 이 감시타워로 인해 경비병들은 동독으로부터 망명을 시도하는 사람들에게 총을 쏠 수 있었다.
이러한 사람이 살 수 없는 특징은 미래의 그린벨트가 조성되기 위한 최적의 환경을 제공했다. 자연 보호 관점에서 보면 이 철의 장막은 야생생물들이 번성하기엔 축복받은 땅이고 40년간의 농업과 사냥으로부터 자유로웠던 이유 때문에 야생동물과 식물이 번성할 수 있었다.

### 그뤼네스반트의 태동
40여 년 동안 지속된 철의 장막은 유럽에서 물리적으로, 이념적으로 넘을 수 없는 벽을 형성한 듯 했지만 이내 정치적 변화가 일어났다. 1989년 8월 19일 소프론과 가까운 지역인 헝가리와 오스트리아의 경계에서 발생한 범유럽 피크닉과 함께 동독 붕괴와 분단선이 해체되기 시작했다. 동독의 붕괴 후 20여년이 지난 후 동독과 서독 사이의 경계는 유럽의 가장 큰 자연 보존 지역이 되었다.
사실 그뤼네스반트가 단순히 베를린 장벽의 붕괴로부터 시작된 것이라고 말하기는 어렵다. 실질적으로 그뤼네스반트는 장벽이 붕괴되기 이전 지구의 벗(영어: Friends of the Earth)소속의 분트 창설과 더불어 형성되었다. 1975년 7월 20일에 호스트 스턴(Horst Stern), 프로프(Prof), 베른하르트 그르지멕(Bernhard Grzimek), 허베르트 그루 에노흐 추 구텐베르크(Dr Herbert Gruhl Enoch zu Guttenberg), 후베르트 바인치얼(Hubert Weinzierl), 후베르트 바이거(Hubert Weiger) 외 16명의 환경운동가들은 분트를 설립했다.
분트 설립 이후 바이에른 지부에서 환경운동가들은 죽음의 지역이었던 경계 지대의 자연적 특징과 생물 종, 서식지의 목록을 만들면서 거대한 생명의 다양성을 확인하였다. 1989년 12월 분트는 400명의 동·서독으로부터 소집된 환경운동가들과 바이에른에서 첫 번째 독일 회의를 개최하였다. '그뤼네스반트'에 대한 이름과 개념은 여기서 탄생했다. 그리고  '다스 그뤼네 반트(독일어: Das Grünes Band)'라는 이름으로 이 공간을 전국적 규모의 거대 생태 축으로 보전하자는 결의가 이루어진다. 이는 독일 최초의 전국적 자연보호프로젝트라는 의미도 함께 갖고 있다.

## 형성 과정
분트는 그뤼네스반트를 유럽 생태계의 중심으로 만들고자 지속적인 노력을 해왔다. 그 결과로 통일 이후 한 달도 채 되지 않아 1989년 11월 9일에 서독과 동독의 관계자들 및 분트의 환경운동가들은 그뤼네스반트를 형성하기 위해서 협력하였다. 그뤼네스반트의 생태학적 가치를 확인하기 위해 분트와 연방 자연 보존 기관은 협력했고 그린벨트에 속한 종들과 생태 체계에 대한 조사를 시작하였다. 조사의 목적은 조류학자, 식물학자 그리고 곤충학자들이 직접 걸어 다니며 그들이 본 것을 기록하고 각각의 지역에 있는 방대한 정보를 모으는 것이었다. 또한 분트는 개인들의 기부로 그린벨트 사유지 매입에 필요한 비용과 홍보비용을 마련하기 위해 초록주식 모금사업을 진행하고 있다. 1998년부터 시작된 이 사업은 현재까지 매년 50만 유로(약 7억 5천만 원)를 모금하고 있으며 그동안 총 약 700 헥타르 사유지를 매입하여 보전, 관리하고 있다. 65유로를 내는 사람들에게는 상징적 소유를 뜻하는 증서와 함께 현장투어 등 관련 프로그램에 참여할 수 있는 기회를 제공하고 있다.
자연 보존 연방국은 그뤼네스반트 내의 많은 공식적인 보호 구역의 형성을 원했다. 이러한 보호 구역의 형성은 그뤼네스반트 내의 생태계 다양성을 보존하기 위해 중요했다. 그뤼네스반트에는 국립공원 1곳, 생물권보호지역 3곳을 비롯하여 총 150개의 크고 작은 보호 구역이 포함되거나 인접해 있는데, 자연 보존 연방국은 주요 지역의 생물을 조사하고, 지역주민들과 함께 지역 문화와 역사를 기록하며 지역주민들에게 도움이 되는 지속가능관광 사업의 추진을 통해 그뤼네스반트를 보존하고있다.
현장조사, 모금활동과 시민홍보를 통해 분트는 철의 장막이 녹색생명의 띠로의 변화를 널리 알렸고 유럽 전체로 확대되어 2003년 유럽 그린벨트 협력 사업이 시작되었다. 이후 2005년 앙겔라 메르켈 총리는 독일정부의 생태계 다양성 보존계획의 일환으로 그뤼네스반트를 국립자연유산으로 지정하려는 노력을 기울였다. 이러한 독일정부의 자연보존을 위한 정책들은 2010년 다른 여러 나라들에게 확산되었고 여러 개의 자연보호를 위한 기관들이 생겨나는 결과를 낳았다.

## 자연 환경
그뤼네스반트 내의 여러 지역들이 가지고 있는 자연적, 문화적, 역사적 특징들은 그뤼네스반트가 관광지로서 성공할 수 있는 충분한 가능성을 보여준다.

### 그뤼네스반트 내 대표적 지역
- 엘베강(영어: Elbe) – 알트마르크(영어: Altmark) – 웬드랜드(영어: Wendland): 독일 분단 시절 4개 주의 영토를 아우르는 경계 지역
- 하르츠 (영어: Harz) : 하르츠 산맥 지역은 그뤼네스반트 내에 있는 국립공원이다. 하르츠 산맥 국립공원의 전체 면적은 24.700ha이며 니더작센주와 작센안할트주에 걸쳐있다. 이 국립공원의 대부분은 브로켄(Brocken)산에 둘러 싸여 있고, 생물의 다양성 보존을 위해 조직된 유럽 최대의 생태보호 구역인 '나투라 2000(Natura 2000)'에 포함되어 있다. 전체 면적의 95% 가량이 독일가문비 나무 숲으로 되어 있으며 나머지 부분은 늪지대와 화강암 절벽 등으로 이루어져 있다. 니더작센주에 있던 하르츠 국립공원과 작센안할트주에 있던 호흐하르츠 국립공원이 2006년 1월 1일부터 통합되어 현재의 하르츠국립공원을 이루게 되었다. 니더작센주에 있던 하르츠국립공원은 1994년 1월 1일에 국립공원으로 지정되었고 작센안할트주의 호흐하르츠 국립공원은 1990년, 독일 통일을 이틀 앞둔 날 국립공원으로 지정된 바 있다. 독일가문비나무와 산딸기 종류인 유럽 마가목류의 나무들이 국립공원 내에 분포하고 있으며 브로켄산의 고원지대에서만 자라는 브로켄아네모네꽃의 서식지이기도 하다. 하르츠 국립공원에는 한때 거의 사라졌던 유럽 시라소니가 살고 있다. 2000년에서 2004년 사이에 동물원에 보호하던 19마리의 시라소니를 하르츠의 야생으로 방출했기 때문이다.[3]
- 튀링겐 숲과 프랑켄 숲(영어: Thuringian Forest,영어: Franconian Forest): 그뤼네스반트의 약 절반이 집중되어 있는 튀링겐 숲과 프랑켄 숲에서는 주변자연환경을 적극적으로 관광하며 자연과 상호작용할 수 있는 시스템이 마련돼있다. 특히 ‘녹색 심장’이라는 별명을 보유한 튀링겐 발트 자연공원의 경우 독일 가뭄비나무와 하이디 군락이 자라고 있어서 식물학적 연구 가치가 높은 곳이다.[4]

### 특징
- 109가지의 다양한 동물의 서식지
- 서식지 중 48%가 독일 멸종위기에 처한 동물의 서식지
- 28%가 자연보호 구역
- 38%가 동물과 식물의 서식지(유럽연합의 서식서 지침에 의거해 보호받음)
- 면적의 85%, 길이의 80%이상이 여전히 자연 그대로의 모습을 유지하고 있다.

그뤼네스반트의 다양한 생태계는 가시검은딱새, 야생때까치, 붉은등때까치, 자작나무검은방울새, 도요새, 암염소 등의 많은 동식물들의 집으로 활용되고 있다. 하지만 그뤼네스반트와 관련된 수많은 이해관계자들의 노력에도, 여전히 해결해야 할 문제들이 남아있다. 그 중 하나인 지역의 적자문제를 해결하기 위해서 현재까지도 독일 자연보전청(독일어: Bundesamt für Naturschutz)은 많은 노력을 기울이고 있다. 연방정부는 다음 세대들이 그뤼네스반트의 현 상황과 그 역사적 중요성을 인식할 수 있도록 관련정보들을 온라인 웹사이트에 기재해 그들의 지속적인 헌신과 노력을 보여주고 있다.

## 관광업
분트와 독일 자연보전청(독일어: Bundesamt für Naturschutz) 그리고 각각의 주들의 노력은 그뤼네스반트의 보존과 자연관광을 성공적으로 이끌어 왔다. 역사의 산 증인으로서 그뤼네스반트는 독특하고 희귀한 자연 유산을 보유한 동시에 독일통일의 기념비적인 역할을 수행하고 있다. 그뤼네스반트 프로젝트의 핵심은 특유의 자연, 문화, 역사의 결합이다. 그뤼네스반트 프로젝트의 결과로 현재 튀링겐 숲(영어: Thuringian Forest)과 슬레이트 산맥(영어: Slate Mountains),프랑켄 숲(영어: Franconian Forest) 그리고 하르츠 산맥(영어: the Harz mountains)에서 지속 가능하고 자연보존적인 관광업을 시행하고 있다.
앞에서 언급한 지역들의 경우 그뤼네스반트 프로젝트의 일환으로서 2007년에서 2010년까지 전 구간 인도, 자전거 도로 및 표지판이 설치되었다. 또한 전시물과 전시회를 개최하고 안내소를 설치해 과거 국경 지역에 일어났던 역사적 사실들을 보여 주고 있으며 뛰어난 자연경관을 경험할 수 있는 특별한 관광 상품들이 개발되었다. 이 프로젝트는 단순히 과거 동독과 서독 사이의 행정상의 국경을 허무는 것이 아니라 환경보존, 농업, 그리고 관광업 종사자들 간의 경계를 넘어 역사적 기념물로서의 그뤼네스반트라는 목표를 달성하기 위해 서로 끊임없는 협업을 지향한다.

## 같이 보기
- 그린벨트
- 한반도 비무장 지대
- 독일의 재통일